# Frei Rogério
Frei Rogério é um município brasileiro do estado de Santa Catarina. Localiza-se a uma latitude 27º10'29" sul e a uma longitude 50º48'17" oeste, estando a uma altitude média de 950 metros. Sua população em 2010 era de 2.480 habitantes .
Frei Rogério possui um terreno suavemente ondulado e abriga uma colônia japonesa no sul do Brasil. O município recebeu imigrantes italianos, japoneses, poloneses e alemães que vieram ao país depois da Segunda Guerra Mundial. A maioria das famílias japonesas habitam a comunidade de Celso Ramos.

## História
O município recebeu este nome em homenagem a um padre (Frei Rogério Neuhaus, OFM) que viveu na região e auxiliou os oligarcas da região a submeter o povo que sofreu com a Guerra do Contestado. Rogério Neuhaus (1863-1934) era alemão, pertencia a ordem dos franciscanos e chegou a região em 1904 . O padre tentou atuar como um mediador em nome da oligarquia local, que recém se integrava ao comércio internacional de madeira, contra a população cabocla, que protestava contra a expoliação de suas terras e a destruição de seu modo de vida.
Semelhante a outros municípios vizinhos, Frei Rogério teve o seu ciclo da madeira, quando madeireiros vindos de várias regiões construíram serrarias para explorar as florestas de araucária e imbuía que existiam na região. Até 1948 a área que hoje constitui o município ainda pertencia ao Distrito de Liberata, Fraiburgo. Um fator que contribui para que Frei Rogério viesse a se tornar um município foi a construção de uma casa por Adolfo Soletti onde dava-se aula a crianças e rezava-se missas nos domingos. Mais tarde esta casa deu lugar a uma pequena igreja de madeira. Em 1949 a região se transformou em colônia e em 1957 virou Distrito Frei Rogério, passando a pertencer a comarca de Curitibanos.
Depois disso pequenas indústrias e comércios foram estabelecidos e em 20 de julho de 1995 Frei Rogério se tornou município.

## Economia
A economia do município depende da agricultura, onde destacam-se a produção de alho, feijão e milho, e da pecuária. Algumas das indústrias que desempenham um papel importante  incluem Iguaçu Celulose e Papel, Madeireira Darol e Serraria e Marcenaria Nova Esperança.

## Geografia
O clima é temperado apresentando uma temperatura média anual de 16,4Cº com verão quente e inverno frio com geadas frequentes. As matas nativas quase desapareceram, sendo que o terreno é usado basicamente para a agricultura e pecuária. Algumas áreas fazem parte de projetos de reflorestamento de pinus.

## Cidades vizinhas
- Curitibanos
- Monte Carlo
- Brunópolis
- Fraiburgo
- Campos Novos